# Marienstern Kloster
Marienstern Kloster (tidligere også kendt som Kloster Güldenstern) var et nonnekloster i Cistercienserordenen beliggende i Mühlberg ved Elben i den tyske delstat Brandenburg. Siden 2000 har en mindre gruppe Claretianske missionsbrødre boet i det tidligere klosterlokaliteter.
51°26′10″N 13°13′08″Ø / 51.436°N 13.219°Ø